# Tropidion cruentum
Tropidion cruentum là một loài bọ cánh cứng trong họ Cerambycidae.